# 依庄乡
依庄乡，是中华人民共和国河北省邯郸市曲周县下辖的一个乡镇级行政单位。位于河北省邯郸市曲周县东南部，距县城26.5千米。面积44.12平方千米，人口2.62万人（2002年）。辖12个行政村，乡政府驻依庄村。东距106国道5千米。

## 行政区划
依庄乡下辖以下地区：
依庄村、北寺头村、西路庄村、东路庄村、宋庄村、牛疃村、军营村、曹庄村、东来村、西来村、范军寨村和禾秀寨村。